# Berazategui (município)
Berazategui é um partido (município) da Província de Buenos Aires, na Argentina. O Partido de Berazategui fica a 26 quilômetros ao sul da Capital Federal, no setor sudeste da Grande Buenos Aires. Possuía, de acordo com estimativa de 2019, 362.021 habitantes.
Berazategui está bem comunicada com o resto da zona sul da Grande Buenos Aires por meio da rodovia de pista dulpla que liga a cidade de La Plata à cidade de Buenos Aires. O Partido é ponto de passagem dos carros que viajam da capital da Argentina para o litoral da Província de Buenos Aires, uns 300 quilômetros ao sul.  
A cidade de Berazategui (167.555 habitantes), sede das autoridades locais, situa-se perto da costa do Rio da Prata, a uns 22 metros sobre o nível do mar. O Partido de Berazategui ainda conserva parte da mata litorânea original da região, preservada numa reserva.
Uma curiosidade da cidade de Berazategui entre as outras cidades da Argentina é a ausência de uma praça da matriz que concentre os principais prédios do local, como a prefeitura, a escola, a igreja etc. O fato de ter sido uma cidade que nasceu ao redor de uma fábrica de cristais fez com que o povoado crescesse sem um plano urbano muito caprichado. 
As ruas da cidade são conhecidas por seus números. A avenida 14 é a rua principal e atravessa a cidade toda. O centro comercial fica sobre a mesma avenida, perto da estação de trem. Outras ruas importantes do centro são a 148 e a avenida Mitre.

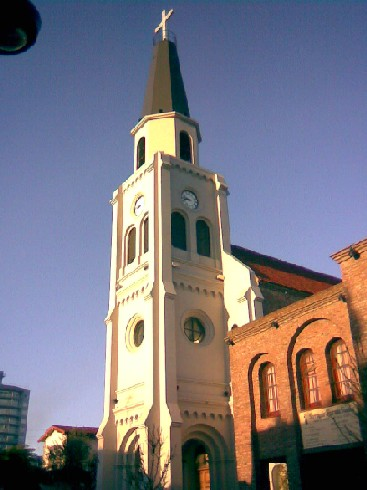
Sagrada Família, Matriz da cidade de Berazategui.

Durante a colônia, só havia algumas fazendas no local. No fim do século XIX, José C. Berazategui doou parte de suas terras para a construção de uma estação de trem entre Buenos Aires e La Plata, a nova capital da província. Em 1906 instalou-se perto dali a Rigolleau, primeira fábrica de cristais da América do Sul. Por causa disso, hoje Berazategui é conhecida como "capital nacional do cristal". Surgiu uma vila de operários que foi crescendo aos poucos com a chegada de imigrantes europeus e vindos do interior do país e países limítrofes. Em 4 de novembro de 1960 Berazategui separou-se do Partido de Quilmes, numa data que é ainda muito lembrada entre os habitantes. 
Nos anos 90 o Partido sofreu muitas mudanças, como a construção da rodovia de pista dupla entre La Plata e Buenos Aires, e o surgimento de muitos "countries" (bairros privados), onde mora a classe alta. Hoje em dia há um projeto de reurbanização do centro da cidade e de recuperação da beira do Rio da Prata, muito poluída pelos esgotos públicos.

## Localidades
- El Pato, conhecida pela quantidade de sítios e quintais.
- Pereyra, que possui parte de uma grande reserva florestal (Parque Pereyra Iraola).
- Hudson, onde há uma fábrica histórica de malte e uma grande quantidade de bairros privados.
- Ranelagh, famosa pelo seu clube de golfe e casas em estilo inglês.
- Villa España, onde fica a mais velha igreja do Partido.
- Gutiérrez, conhecida pelo trevo que liga as rodovias para Buenos Aires, La Plata e Mar del Plata.
- Plátanos
- Sourigues

(Dados Censais: INDEC 2001)